# Кетебаев, Муратбек Камалбаевич
Муратбек Камалбаевич Кетебаев (каз. Кетебаев, Мұратбек Қамалбайұлы; 1957, город Алматы, СССР) — общественный деятель Казахстана, президент фонда «Гражданская активность», один из лидеров запрещенной в Казахстане партии Алга, предприниматель.

## Карьера
Родился в семье министра бытовой промышленности КазССР К. Кетебаева.
Закончил КазГУ. Возглавлял Государственный фонд содействия занятости. Был сотрудником Управления микроэкономической политики Министерства экономики РК. Работал в компании «Астана-Холдинг», госкомпаниях «KEGOC» и Продкорпорация. Является (по некоторым данным, являлся до 2013 года) одним из соратников казахстанского банкира и одного из главных «политических противников» Нурсултана Назарбаева Мухтара Аблязова.
В 2002 году привлекался к ответственности за поджог офиса принадлежащей Аблязову газеты «Республика», в котором обвинил казахстанские власти
Был объявлен в розыск по обвинению в совершении преступления, повлекшие тяжкие последствия, против мира и безопасности человечества, основ конституционного строя и безопасности государства, общественной безопасности и общественного порядка.
В 2012 году Кетебаев был вынужден уехать из Казахстана, так как была реальная угроза расправы с ним со стороны властей Казахстана. Впоследствии он объявлен в розыск властями страны. Получил политическое убежище в Польше. По требованию Интерпола Казахстана был задержан в Польше, где вскоре был отпущен. Власти Казахстана не предъявили ни одного доказательства по инкриминируемым ему преступлениям.
В 2012 году спецслужбами Казахстана была предотвращена попытка теракта в городе Алматы, который пытались организовать Кетебаев и начальник службы безопасности Аблязова Павлов. «По информации Генпрокуратуры РК, в сговоре с Павловым действовал
один из руководителей незарегистрированной партии „Алга“ Муратбек
Кетебаев, являющийся ближайшим доверенным лицом Мухтара Аблязова и также постоянно проживающий за рубежом».
Был вновь задержан уже в Испании в конце декабря 2014 года по запросу из Казахстана на экстрадицию, что вызвало резкую критику со стороны представителей Европарламента, правозащитных организаций, а также критику в испанской прессе. Подавляющее большинство наблюдателей выразило мнение, что целью ареста было препятствование ему в разоблачении намерений властей Астаны.
Летом 2014 года Кетебаев был докладчиком на конференции «Репрессии и цензура по отношению к СМИ в Казахстане», организованной совместно с испанским отделом организации «Репортеры без границ» 18.06.2014. В итоге тот же испанский судья, поначалу отправивший Кетебаева на время рассмотрения вопроса по экстрадиции в тюрьму, уже 16 января выпустил его под подписку о невыезде, причем без залога, что является беспрецедентным для Испании..
В качестве участника и эксперта участник международных конференций, посвященных Казахстану, ситуации со свободой словами и гражданскими свободами в стране, в том числе под эгидой Европарламента.

## Семья
Отец Кетебаев Камалбай — председатель Госплана Казахской ССР.
Жена Ирина Петрушова (бывшая супруга младшего брата Муратбека Кетебаева — Бахытжана).